# ماعز البشمين
ماعز البشمين أو ماعز الهملايا أو معز الكشمير هو نوع من الماعز يعيش في جبال الهملايا في الهند، يستعمل شعر رقبته في صناعة البشمين.